# Lepidiolamprologus attenuatus
Lepidiolamprologus attenuatus és una espècie de peix de la família dels cíclids i de l'ordre dels perciformes. És endèmic del llac Tanganyika (Àfrica oriental).
Els mascles poden assolir els 15 cm de longitud total.